# Domaine bZIP
Un domaine bZIP — de l'anglais basic leucine zipper — est un type de domaine de liaison à l'ADN présent dans nombreuses protéines se liant à l'ADN chez les eucaryotes. La région N-terminale de ce domaine contient une région, riche en résidus d'acides aminés basiques tels que la lysine et l'arginine, permettant la liaison de la molécule à une séquence nucléotidique spécifique sur l'ADN, tandis que la région C-terminale en hélice α contient la glissière à leucine permettant d'assurer la dimérisation de l'ensemble. Les domaines bZIP se trouvent en premier lieu sur les facteurs de transcription,. 
Les facteurs de transcription à domaine bZIP sont présents chez tous les êtres vivants. Une étude de 2008 indique que quatre gènes de domaines bZIP pourraient avoir été portés par le dernier ancêtre commun à toutes les plantes. Les interactions entre facteurs de transcription à domaine bZIP jouent un rôle important dans le développement de certains cancers des épithéliums, dans la biosynthèse des hormones stéroïdiennes par les cellules des glandes endocrines, dans les fonctions reproductives et dans plusieurs autres phénomènes physiologiques.
On trouve des domaines bZIP notamment dans les protéines suivantes :
- le facteur de transcription AP-1 constitué de l'hétérodimère c-Fos/c-Jun (en) ;
- le facteur de transcription jun-B (en) ;
- la protéine CREB, qui agit comme un facteur de transcription liant l'AMP cyclique ;
- le facteur de transcription opaque-2 des gènes de la zéine 22-kD qui encodent une classe de protéines de stockage de l'albumen de maïs ;
- le facteur de transcription NFE2L2 (pour Nuclear Factor (Erythroid-derived 2)-Like 2), ou Nrf2 ;
- les facteurs de transcription Maf.